# Свети Георги (Календра)
„Свети Георги“ (на гръцки: Ιερός Ναός Αγίου Γεωργίου) е православна църква в сярското село Календра (Кала Дендра), Егейска Македония, Гърция, енорийски храм на Сярската и Нигритска епархия на Вселенската патриаршия.

## История
Църквата е гробищен храм, построен в южния край на селото в 1922 година на мястото на стария храм, унищожен по време на Балканските войни, от местното население и от заселените в селото бежанци от Мала Азия и Източна Тракия. За това свидетелстват дарителските надписи по иконите. По-късно е издигната камбанария, дървената женска църква е заменена с железобетонна, покривът е покрит с керемиди и е пристроен открит нартекс на запад. В 2001 година започва изписването на храма. Към енорията принадлежи и църквата „Свети Евстатий“.